# Електрохімічний пробій
Електрохімі́чний пробі́й — вид пробою діелектриків, що повільно розвивається і викликаний хімічною зміною матеріалу під дією електричного поля. Процес часто пов'язаний зі старінням діелектрика і є необоротним, особливо, в області дефекту [2, c. 33].
Електричний пробій електротехнічних матеріалів має велике значення при підвищених температурах і високій вологості повітря. Цей вид пробою спостерігається при постійній і змінній напрузі низької частоти, коли в матеріалі розвиваються процеси, що спричиняють необоротне зменшення опору ізоляції (електрохімічне старіння). Крім того, електрохімічний пробій може мати місце при високих частотах, якщо в закритих порах матеріалу проходить іонізація газу, що супроводжується тепловим ефектом і відновленням, наприклад в кераміці, окисів металів змінної валентності.
Для розвитку електрохімічного пробою необхідний тривалий час, оскільки він пов'язаний з явищем електропровідності. В кераміці, що містить окиси металів змінної валентності (наприклад, TiO2), електрохімічний пробій зустрічається значно частіше, ніж у кераміці, що складається з окисів алюмінію, кремнію, магнію, барію. Електрохімічний пробій спостерігається і в багатьох органічних матеріалах; він багато в чому залежить від матеріалу електродів [1, с. 223].
При електрохімічній формі пробою електрична міцність діелектриків виявляється найнижчою — значно нижчою, ніж при електронному пробої, і нижчою, ніж у випадку електротермічного пробою. Очевидно, що саме ця форма пробою в багатьох випадках має визначати надійність електричної ізоляції, внаслідок чого вивчення механізмів такого пробою представляє значний науковий і технічний прогрес.
Оскільки час розвитку електрохімічного пробою досить великий — від десятків хвилин до багатьох місяців, — то цей вид пробою часто називають старінням діелектриків.
До електричного старіння схильні, в основному, органічні тверді діелектрики (полімери), але в ряді випадків це явище зазначалось і для неорганічних твердих діелектриків (кристалів і полікристалів).
Істотна відміна механізмів електричного старіння полімерів і кристалів (полікристалів) полягає передусім у тому, що старіння полімерів найбільш інтенсивно проявляється при змінній напрузі, причому, час життя зменшується обернено пропорційно до частоти. В кристалах і кристалітах, навпаки, електричне старіння відбувається при постійній напрузі.
Механізми старіння в неорганічних твердих речовинах можуть бути пов'язані як з іонною, так і з електронною провідністю.
Іонна електропровідність в постійному електричному полі завжди приводить до необоротних змін (старіння) діелектрика, оскільки при ній відбувається перенесення речовини. Змінюється стехіометричний склад речовини, в ряді випадків через нього проростають дендрити, в кінцевому підсумку закорочуються електроди. Очевидно, що такі процеси старіння не мають порогового значення поля і в принципі можуть відбуватися при будь-яких значеннях електричної напруги.
З електронною провідністю також можуть бути пов'язані явища електричного старіння в твердих діелектриках, але в цьому випадку необоротні зміни можуть відбуватися в речовині лише при достатньо високих напругах поля. Таке старіння детально досліджувалося в керамічних і монокристалічних діелектриках, що містять окис титану (рутил), а також в лужно-галоїдних, в яких електронна провідність в сильних полях домінує над іонною.
Старіння в неорганічних діелектриках у сильному електричному полі обумовлено, по-перше, захопленням електронів аніонними вакансіями (оборотні процеси), а по-друге, розвитком необоротних процесів, що підготовлюють інжекцію електронів (або дірок), яка і приводить до електричного пробою. Фізичні механізми електричного старіння лишаються в багатьох деталях незрозумілими, хоча за розвитком цих процесів можна спостерігати по зміні струму з часом.
При дослідженні електричного старіння полімерів контролювати збільшення струмом перед пробоєм зазвичай не вдається. Справа в тому, що основною причиною старіння полімерів є нестаціонарний процес — так звані часткові розряди, що виникають в газових (повітряних) включеннях, які є досить поширеним дефектом високовольтної полімерної ізоляції. Часткові розряди являють собою невпорядковані імпульси струму, інтенсивність яких змінюється з часом. Крім того, ці розряди характерні переважно при дії на діелектрик змінної напруги (при постійній напрузі часткові заряди впливають на старіння, в основному, при підвищених температурах).
При виникненні в газових включеннях розряду в ньому утворюється плазма з високою провідністю і проникністю. Тому напруженість поля негайно перерозподіляється так, що електрично напруженим стає полімер, а напруга на газовому проміжку (тепер уже плазмовому) падає майже до нуля. Внаслідок цього, заряд проривається, але потім, після відновлення електричної міцності газового включення, загоряється знову.
Руйнівну дію часткових розрядів на полімери може бути обумовлено багатьма факторами. Основними є:
- окислення полімеру, активоване розрядами;
- електронне бомбардування діелектрика з області розряду;
- мікропробої полімеру під дією полів зарядів, які проникають всередину полімеру і області газового розряду в включенні;
- хімічна дія на полімер активних продуктів розряду (озону і окисів азоту);
- теплова дія на полімер перегрітого розрядами газового включення;
- розвиток в полімері дендритів — гіллястих тонких трубочок, заповнених газом, що утворився при розкладі полімеру;
- дія мікроударних хвиль з області дендритів і газових включень на полімер з механічним руйнуванням останнього.

Домінуючий механізм електричного старіння полімерів залежить як від хімічного складу і будови того чи іншого полімеру, так і від геометричних розмірів і форм зразків та виробів. [3, c.344 — 348]